# The Killer is Me
«The Killer is Me» (с англ. — «Убийца — это я») — песня американской гранж-группы Alice in Chains, вышедшая в 1996 году на акустическом альбоме MTV Unplugged.

## История создания
Автором слов и музыки является Джерри Кантрелл. По словам гитариста, Alice in Chains начали обсуждать запись песни перед выступлением в рамках телевизионного шоу MTV Unplugged в 1996 году. Вступительный рифф и припев были готовы у Кантрелла уже на протяжении года. Лейн Стэйли изъявил желание дополнить песню, и Кантрелл разрешил сделать это. Время шло, Стэйли так ничего и не написал, и Шон Кинни предложил доделать песню немедленно. Джерри Кантрелл вернулся к песне и дописал её за несколько часов до выступления.
«The Killer is Me» была исполнена последней на концерте Unplugged в Бруклине, но её вырезали из телевизионной трансляции. Песня всё же вышла на пластинке и DVD MTV Unplugged (1996). В 1999 году песня была включена в сборник Music Bank.
«The Killer is Me» остаётся единственной песней Alice in Chains, выпущенной только в акустическом концертном варианте.

## Исполнение на концертах
Песня была впервые исполнена на концерте MTV Unplugged с участием Скотта Олсона из группы Heart. Специально для этого Скотт Олсон и Майк Айнез обменялись инструментами: Олсон взял в руки акустический бас, а Айнез — акустическую гитару. Это является единственным исполнением «The Killer is Me» с участием Лейна Стэйли, прекратившего выступления с группой через несколько месяцев после передозировки и госпитализации, и трагически погибшего через несколько лет.
«The Killer is Me» не только стала завершающей песней на последнем альбоме, выпущенном Alice in Chains с участием Лейна Стэйли, но и открыла первый концерт группы после его смерти. 18 февраля 2005 года музыканты «Алисы в цепях» воссоединились для выступления на благотворительном концерте Tsunami Relief Benefit Show в сиэтлском клубе «Premier Nightclub». «The Killer is Me» открыла первую, акустическую часть программы Alice in Chains, и была исполнена с помощью приглашённых музыкантов Скотти Олсона, Патрика Лахмана и Криса ДеГармо.
С 2006 года, когда Лейна Стэйли на постоянной основе заменил Уильям Дюваль, Alice in Chains исполняют песню «The Killer is Me» на акустических концертах.

## Участники записи
- Лейн Стэйли — вокал;
- Джерри Кантрелл — акустическая гитара, вокал;
- Майк Айнез — акустическая гитара;
- Шон Кинни — ударные, перкуссия.
- Скотт Олсон — акустическая бас-гитара.